# Хонатан Гонсалес (футболіст, 1999)
Хонатан Гонсалес (ісп. Jonathan González, нар. 13 квітня 1999, Санта-Роза) — мексиканський та американський футболіст, півзахисник клубу «Монтеррей» та національної збірної Мексики.

## Клубна кар'єра
Народився 13 квітня 1999 року в місті Санта-Роза, штат Каліфорнія, США. В 2013 році у віці 14 років Гонсалес брав участь у виставковому турнірі Sueno Alianza, призначеного для відбору потенційних талантів серед юнаків латиноамериканського походження для футбольних клубів Мексики. За результатами турніру, що пройшов в  Карсоні, Каліфорнія, він отримав запрошення на перегляди від 14 клубів Ліги MX. На початку 2014 року Гонсалес приєднався до академії футбольного клубу «Монтеррей». У складі юнацької команди «Монтеррея» він здобув перемогу у весняному чемпіонаті Мексики 2017 серед юнаків до 17 років. Перед осіннім чемпіонатом того ж року Хонатан, який досяг повноліття, був переведений в основну команду «смугастих». 
Його дебют у дорослому футболі відбувся 21 липня 2017 року в матчі першого туру Апертури проти «Монаркас Морелія», де він вийшов з перших хвилин. За підсумками Апертури 2017 Гонсалес був включений в символічну збірну першості. Він допоміг «Монтеррею» виграти Кубок Мексики Апертури 2017. За загальними підсумками сезону 2017/18 Гонсалес був визнаний новачком року. 5 січня 2019 року в матчі стартового туру Клаусури проти «Пачуки» Хонатан забив свій перший гол у професійній кар'єрі.
З командою став переможцем Ліги чемпіонів КОНКАКАФ у 2019 році, завдяки чому поїхав з командою на клубний чемпіонат світу 2019 року в Катарі.

## Виступи за збірні
Народившись у США в родині мексиканців і маючи громадянство обох цих країн, Гонсалес мав право представляти як національну збірну США, так і Мексики. Гонсалес представляв Сполучені Штати на усіх міжнародних молодіжних рівнях, починаючи з 14 років і закінчуючи командою до 20 років, з якою виграв Молодіжний чемпіонат КОНКАКАФ у 2017 році в Коста-Риці. 
Однак у січні 2018 року Хонатан повідомив про своє бажання представляти Мексику на вищому рівні. 24 січня 2018 року Гонсалес отримав дозвіл від ФІФА грати за Мексику і вже 31 січня 2018 року Гонсалес дебютував у складі національної збірної Мексики в товариському матчі проти збірної Боснії та Герцеговини, замінивши Еліаса Ернандеса на 57-й хвилині.
| Дата      | Місто           | Господарі | Результат | Гості                | Турнір           | Голи | Примітки |
| --------- | --------------- | --------- | --------- | -------------------- | ---------------- | ---- | -------- |
| 31-1-2018 | Сан-Антоніо     | Мексика   | 1 – 0     | Боснія і Герцеговина | товариський матч | -    | 57'      |
| 7-9-2018  | Лос-Анджелес    | Мексика   | 1 – 4     | Уругвай              | товариський матч | -    | 46'      |
| 3-10-2019 | Толука-де-Лердо | Мексика   | 2 – 0     | Тринідад і Тобаго    | товариський матч | -    | 63'      |
| Усього    |                 | Матчів    | 3         |                      | Голів            | 0    |          |

## Титули і досягнення
- Чемпіон КОНКАКАФ (U-20): 2017
- Переможець Ліги чемпіонів КОНКАКАФ (1):

«Монтеррей»: 2019